# 保安官ドリッパロング・ダフィー
『保安官ドリッパロング・ダフィー』（Drip-Along Daffy、1951年11月17日）は、アメリカの映画会社のワーナー・ブラザースの短編アニメシリーズ「メリー・メロディーズ」の作品である。
旧吹き替え版のタイトルは『西部の英雄（せいぶのえいゆう）』。

## 製作スタッフ
- 監督　チャールズ・M・ジョーンズ
- 製作総指揮　エディ・セルツァー
- 音楽　カール・スターリング
- アニメーション製作　フィル・モンロー、ベン・ワシャム、ケン・ハリス、ロイド・ヴォーン
- 脚本　マイケル・マルティーズ
- レイアウト　ロバート・グリブブルック
- 背景画　フィリップ・デガード

## 内容
舞台は西部時代、ならず者の潜む世界。西部のヒーロー（ダフィー・ダック）と相棒（ポーキー・ピッグ）はとある西部の町を訪れた。しかしその時、指名手配のお尋ね者・ナスティ・カナスタが現れて大ピンチ。果たして西部のヒーロー（ダフィー・ダック）はお尋ね者を捕まえることができるのか。

## キャスト
| キャラクター                     | 原語版         | 旧吹き替え版 | 新吹き替え版 |
| -------------------------------- | -------------- | ------------ | ------------ |
| 西部のヒーロー(ダフィー・ダック) | メル・ブランク | 江原正士     | 高木渉       |
| ナスティ・カナスタ               | メル・ブランク | 肝付兼太     | ?            |
| 相棒（ポーキー・ピッグ）         | メル・ブランク | 兼本新吾     | 龍田直樹     |
| ナレーション                     | -              | 土井美加     | 梅津秀行     |

## 収録
- 『ルーニー・テューンズコレクション』（ダフィー&ポーキー）(DVD)、新吹き替え版)
- 『ルーニー・テューンズコレクション』(【わるものをやっつけろ!編】(1コインDVD)、新吹き替え版)
- 『バッグス・バニーのブンブンランド』　13巻　(VHS、旧吹き替え版)
- 『ルーニー・テューンズ DVD BOX』 （宝島社）　※字幕 (DVD（パブリックドメイン）)